# Alcazarén
Alcazarén là một đô thị ở khu vực Tierra de Pinares, tỉnh Valladolid ở cộng đồng tự trị Castilla và León. Đô thị này có diện tích 48 ki-lô-mét vuông, dân số năm 2007 là 706 người, mật độ dân số 14,71 người/km². Đô thị này nằm cách tỉnh lỵ Valladolid 37 km. Tên của đô thị này trong chuyển tự tiếng Ả Rập là "al-qasrayn" có nghĩa là "hai lâu đài".